# 莉克·克拉弗
莉克·克拉弗（荷蘭語：Lieke Klaver，1998年8月20日—），荷兰女子田径运动员，2022年世界室内田径锦标赛女子4×400米接力银牌得到主、2022年世界田径锦标赛混合4×400米接力银牌得主、2022年欧洲田径锦标赛女子4×400米接力金牌得主、2023年世界田径锦标赛女子4×400米接力金牌得主。